# Grécia nos Jogos Olímpicos de Verão de 2008
A Grécia participou dos Jogos Olímpicos de Verão de 2008 com 159 atletas em 22 esportes e 23 modalidades.

## Medalhas
| Atleta                                                 | Esporte   | Evento                     | Medalha |
| ------------------------------------------------------ | --------- | -------------------------- | ------- |
| Dimitrios Mougios Vasileios Polymeros                  | Remo      | Skiff duplo leve masculino | Prata   |
| Alexandros Nikolaidis                                  | Taekwondo | Mais de 80 kg masculino    | Prata   |
| Hrysopiyí Devetzí                                      | Atletismo | Salto triplo feminino      | Bronze  |
| Sofia Bekatorou Sofia Papadopoulou Virginia Kravarioti | Vela      | Yngling feminino           | Bronze  |

## Desempenho

### Atletismo
Masculino
| Atletas                                                                                 | Evento                | Preliminar   | Preliminar | Semifinal   | Semifinal   | Final       | Final       |
| Atletas                                                                                 | Evento                | Marca        | Posição    | Marca       | Posição     | Marca       | Posição     |
| --------------------------------------------------------------------------------------- | --------------------- | ------------ | ---------- | ----------- | ----------- | ----------- | ----------- |
| Alexandros Papadimitriou                                                                | Arremesso de martelo  | 74,33m       | 18º        |             |             | Não avançou | Não avançou |
| Dimitrios Gravalos Konstantinos Anastasiou Pantelis Melachroinoudis Stylianos Dimotsios | Revezamento 4x400 m   | 3m04s30 (SB) | 15º        | Não avançou | Não avançou | Não avançou | Não avançou |
| Dimitrios Tsiamis                                                                       | Salto triplo          | 16,65m       | 23º        |             |             | Não avançou | Não avançou |
| Ioannis-Georgios Smalios                                                                | Lançamento de dardo   | 71,87m       | 27º        |             |             | Não avançou | Não avançou |
| Konstadínos Baniótis                                                                    | Salto em altura       | 2,10 m       | 37º        |             |             | Não avançou | Não avançou |
| Konstadínos Douvalídis                                                                  | 110 m com barreiras   | 13s49        | 9º         | 13s55       | 5º          | Não avançou | Não avançou |
| Konstadínos Douvalídis                                                                  | 110 m com barreiras   | 13.46        | 11º        | 13s55       | 5º          | Não avançou | Não avançou |
| Konstadinos Stefanopoulos                                                               | 50 km marcha atlética |              |            |             |             | 4h07m53s    | 37º         |
| Louis Tsatoumas                                                                         | Salto em distância    | 8,27m        | 1º         |             |             | NM          | -           |
| Michail Stamatogiannis                                                                  | Arremesso de peso     | 18,45m       | 36º        |             |             | Não avançou | Não avançou |
| Periklis Iakovakis                                                                      | 400 m com barreiras   | 49s50        | 2º         | 48s69       | 4º          | 49s96       | 8º          |

Feminino
| Atletas                | Evento                | Preliminar | Preliminar | Semifinal   | Semifinal   | Final         | Final             |
| Atletas                | Evento                | Marca      | Posição    | Marca       | Posição     | Marca         | Posição           |
| ---------------------- | --------------------- | ---------- | ---------- | ----------- | ----------- | ------------- | ----------------- |
| Afrodíti Skafída       | Salto com vara        | 4,30 m     | 19º        |             |             | Não avançou   | Não avançou       |
| Alexandra Papageorgiou | Arremesso de martelo  | 66,72m     | 28º        |             |             | Não avançou   | Não avançou       |
| Antonia Stergiou       | Salto em altura       | 1,85m      | 24º        |             |             | Não avançou   | Não avançou       |
| Athanasia Perra        | Salto triplo          | NM         | -          |             |             | Não avançou   | Não avançou       |
| Athanasía Tsoumeléka   | 20 km marcha atlética |            |            |             |             | 1h27m54s      | 9º DSQ            |
| Argryo Strataki        | Heptatlo              |            |            |             |             | 5893 pts      | 24º               |
| Déspina Zapounídou     | 20 km marcha atlética |            |            |             |             | 1h39m11s      | 40º               |
| Dimitra Ntova          | 400 m                 | 52s69      | 5º         | Não avançou | Não avançou | Não avançou   | Não avançou       |
| Dorothea Kalpakidou    | Arremesso de disco    | 53,00 m    | 35º        |             |             | Não avançou   | Não avançou       |
| Eléni Dónta            | Maratona              |            |            |             |             | 2h46m44s      | 60º               |
| Evaggelía Xinoú        | 20 km marcha atlética |            |            |             |             | 1h32m19s (PB) | 24º               |
| Flóra Redoúmi          | 100 m com barreiras   | 13s56      | 35º        | Não avançou | Não avançou | Não avançou   | Não avançou       |
| Hrysopiyí Devetzí      | Salto em distância    | 6,57m      | 14º        |             |             | Não avançou   | Não avançou       |
| Hrysopiyí Devetzí      | Salto triplo          | 14,92m     | 2º         |             |             | 15,23m        | Medalha de bronze |
| Irini Kokkinariou      | 3000 m com obstáculos | 10 m22s39  | 46º        | Não avançou | Não avançou | Não avançou   | Não avançou       |
| Irini Terzoglou        | Arremesso de peso     | 16,50 m    | 26º        |             |             | Não avançou   | Não avançou       |
| Konstadína Efedáki     | 1500 m                | 4m15s02    | 24º        | Não avançou | Não avançou | Não avançou   | Não avançou       |
| Nikoléta Kiriakopoúlou | Salto com vara        | 4,15m      | 27º        |             |             | Não avançou   | Não avançou       |
| Savva Lika             | Lançamento de dardo   | 59,11m     | 15º        |             |             | Não avançou   | Não avançou       |
| Stiliani Papadopoulou  | Arremesso de martelo  | 69,36m     | 12º        |             |             | 64,97m        | 11º               |

### Basquetebol
Masculino
| Equipe | Fase de grupos                                                                                            | Fase de grupos | Quartas de final       | Semifinal              | Final                  | Pos. |
| Equipe | Adversário e resultado                                                                                    | Pos.           | Adversário e resultado | Adversário e resultado | Adversário e resultado | Pos. |
| --- | --- | -------------- | ---------------------- | ---------------------- | ---------------------- | ---- |
| Theodoros Papaloukas Yiannis Bourousis Nikolaos Zisis Vasileios Spanoulis Panagiotis Vasilopoulos Antonis Fotsis Giorgos Printezis Andreas Glyniadakis Kostas Tsartsaris Dimitris Diamantidis Sofoklis Schortsanitis Michalis Pelekanos | ESP Espanha D 66-81 GER Alemanha V 87-64 USA Estados Unidos D 92-69 ANG Angola V 102-61 CHN China V 91-77 | 3º (gr. B)     | ARG Argentina D 80-78  | Não avançou            | Não avançou            | 5º   |

### Boxe
| Atletas        | Evento      | Fase de 32             | Fase de 16             | Quartas                | Semifinais             | Final                  |
| Atletas        | Evento      | Adversário e resultado | Adversário e resultado | Adversário e resultado | Adversário e resultado | Adversário e resultado |
| -------------- | ----------- | ---------------------- | ---------------------- | ---------------------- | ---------------------- | ---------------------- |
| Georgios Gazis | Peso médio  | COD Biembe V 7-2       | ECU Gongora D 1-12     | Não avançou            | Não avançou            | Não avançou            |
| Ilias Pavlidis | Peso pesado | MNE Gajovic V 7-3      | CUB Duarte D 4-7       | Não avançou            | Não avançou            | Não avançou            |

### Canoagem de velocidade
Masculino
| Atleta               | Evento     | Preliminar | Preliminar | Semifinais | Semifinais | Final       | Final       |
| Atleta               | Evento     | Tempo      | Posição    | Tempo      | Posição    | Tempo       | Posição     |
| -------------------- | ---------- | ---------- | ---------- | ---------- | ---------- | ----------- | ----------- |
| Andreas Kiligkaridis | C-1 500 m  | 1m54s541   | 5º         | 1m56s310   | 5º         | Não avançou | Não avançou |
| Andreas Kiligkaridis | C-1 1000 m | 4m18s488   | 5º         | 4m04s627   | 5º         | Não avançou | Não avançou |

### Canoagem slalom
Masculino
| Atleta             | Evento | Preliminar | Preliminar | Preliminar | Preliminar | Preliminar | Preliminar | Semifinais | Semifinais | Final | Final   |
| Atleta             | Evento | Descida 1  | Posição    | Descida 2  | Posição    | Total      | Posição    | Tempo      | Posição    | Tempo | Posição |
| ------------------ | ------ | ---------- | ---------- | ---------- | ---------- | ---------- | ---------- | ---------- | ---------- | ----- | ------- |
| Christos Tsakmakis | C-1    | 91s53      | 10º        | 86s01      | 5º         | 177s54     | 8º         | 92s18      | 6º         | 94s49 | 7º      |

Feminino
| Atleta         | Evento | Preliminar | Preliminar | Preliminar | Preliminar | Preliminar | Preliminar | Semifinais | Semifinais | Final       | Final       |
| Atleta         | Evento | Descida 1  | Posição    | Descida 2  | Posição    | Total      | Posição    | Tempo      | Posição    | Tempo       | Posição     |
| -------------- | ------ | ---------- | ---------- | ---------- | ---------- | ---------- | ---------- | ---------- | ---------- | ----------- | ----------- |
| Maria Ferekidi | K-1    | 108s37     | 13º        | 113s60     | 19º        | 221s97     | 12º        | 118s99     | 11º        | Não avançou | Não avançou |

### Ciclismo de pista
Keirin
| Atleta                  | Evento | Preliminar | Repescagem | Semifinais  | Final       |
| Atleta                  | Evento | Posição    | Posição    | Posição     | Posição     |
| ----------------------- | ------ | ---------- | ---------- | ----------- | ----------- |
| Athanasios Mantzouranis | Keirin | 5º         | 3º         | Não avançou | Não avançou |
| Christos Volikakis      | Keirin | 5º         | 2º         | Não avançou | Não avançou |

Velocidade
| Atleta                                                         | Evento      | Preliminar | Preliminar | 1ª fase     | 1ª fase     | 1ª repescagem | 1ª repescagem | 2ª fase     | 2ª fase     | 2ª repescagem | 2ª repescagem | Semifinais  | Semifinais  | Final       | Final       |
| Atleta                                                         | Evento      | Tempo      | Pos.       | Tempo       | Pos.        | Tempo         | Pos.          | Tempo       | Pos.        | Tempo         | Pos.          | Tempo       | Pos.        | Tempo       | Pos.        |
| -------------------------------------------------------------- | ----------- | ---------- | ---------- | ----------- | ----------- | ------------- | ------------- | ----------- | ----------- | ------------- | ------------- | ----------- | ----------- | ----------- | ----------- |
| Vasileios Reppas                                               | Masculino   | 10s966     | 20º        | Não avançou | Não avançou | Não avançou   | Não avançou   | Não avançou | Não avançou | Não avançou   | Não avançou   | Não avançou | Não avançou | Não avançou | Não avançou |
| Athanasios Mantzouranis Vasileios Reppas Panagiotis Voukelatos | Por equipes | 45,645     | 10º        |             |             | Não avançou   | Não avançou   | Não avançou | Não avançou | Não avançou   | Não avançou   | Não avançou | Não avançou | Não avançou | Não avançou |

### Ginástica artística
Masculino
| Atleta        | Evento             | Preliminar | Preliminar | Final       | Final       |
| Atleta        | Evento             | Marca      | Posição    | Marca       | Posição     |
| ------------- | ------------------ | ---------- | ---------- | ----------- | ----------- |
| Vlasios Maras | Salto sobre a mesa | 15.987     | 11º        | Não avançou | Não avançou |
| Vlasios Maras | Barra fixa         | 13.975     | 60º        | Não avançou | Não avançou |
| Vlasios Maras | Individual geral   | 29.900     | 88º        | Não avançou | Não avançou |

Feminino
| Atleta            | Evento              | Preliminar | Preliminar | Final       | Final       |
| Atleta            | Evento              | Marca      | Posição    | Marca       | Posição     |
| ----------------- | ------------------- | ---------- | ---------- | ----------- | ----------- |
| Stefani Bismpikou | Solo                | 14.225     | 57º        | Não avançou | Não avançou |
| Stefani Bismpikou | Salto sobre a mesa  | 13.575     | 67º        | Não avançou | Não avançou |
| Stefani Bismpikou | Barras assimétricas | 14.350     | 47º        | Não avançou | Não avançou |
| Stefani Bismpikou | Trave               | 14.475     | 41º        | Não avançou | Não avançou |
| Stefani Bismpikou | Individual geral    | 56.625     | 39º        | Não avançou | Não avançou |

### Halterofilismo
Masculino
| Atleta                   | Evento | Arranque (kg) | Arremesso (kg) | Total (kg) | Posição |
| ------------------------ | ------ | ------------- | -------------- | ---------- | ------- |
| Anastasios Triantafyllou | -94kg  | 155,0         | 196,0          | 351,0      | 15º     |
| Konstantinos Gkaripis    | -94kg  | 160,0         | 200,0          | 360,0      | 14º     |
| Nikolaos Kourtidis       | -105kg | 176,0         | 221,0          | 397,0      | 9º      |

Feminino
| Atleta            | Evento | Arranque (kg) | Arremesso (kg) | Total (kg) | Posição |
| ----------------- | ------ | ------------- | -------------- | ---------- | ------- |
| Viktoria Mavridou | +75kg  | 105,0         | 126,0          | 231,0      | 9º      |

### Judô
Masculino
| Atleta                | Evento | Qualificação                | Qualificação              | Qualificação           | Qualificação           | Repescagem              | Repescagem             | Repescagem             | Final                  |
| Atleta                | Evento | Fase de 16                  | Oitavas                   | Quartas                | Semifinais             | 1ª fase                 | Quartas                | Semifinais             | Final                  |
| Atleta                | Evento | Adversário e resultado      | Adversário e resultado    | Adversário e resultado | Adversário e resultado | Adversário e resultado  | Adversário e resultado | Adversário e resultado | Adversário e resultado |
| --------------------- | ------ | --------------------------- | ------------------------- | ---------------------- | ---------------------- | ----------------------- | ---------------------- | ---------------------- | ---------------------- |
| Ilias Iliadis         | -90kg  | NED M. Huizinga D 0001-1010 | Não avançou               | Não avançou            | Não avançou            | Não avançou             | Não avançou            | Não avançou            | Não avançou            |
| Lavrentios Alexanidis | -60kg  | AUS M. D'Aquino V 1000-0000 | NED R. Houkes D 0000-0001 | Não avançou            | Não avançou            | CAN F. Will D 0010-1001 | Não avançou            | Não avançou            | Não avançou            |
| Tariel Zintiridis     | -66kg  | USA T. Takata D 0000-0010   | Não avançou               | Não avançou            | Não avançou            | Não avançou             | Não avançou            | Não avançou            | Não avançou            |

### Lutas
Livre masculino
| Atleta              | Evento | Qualificação           | Qualificação           | Qualificação           | Qualificação           | Repescagem             | Repescagem             | Final                  |
| Atleta              | Evento | Fase de 16             | Oitavas                | Quartas                | Semifinais             | 1ª fase                | 2ª fase                | Final                  |
| Atleta              | Evento | Adversário e resultado | Adversário e resultado | Adversário e resultado | Adversário e resultado | Adversário e resultado | Adversário e resultado | Adversário e resultado |
| ------------------- | ------ | ---------------------- | ---------------------- | ---------------------- | ---------------------- | ---------------------- | ---------------------- | ---------------------- |
| Emzarios Bentinidis | -74kg  |                        | CAN M. Gentry V 4-1    | UZB S. Tigiev D 0-2    | Não avançou            |                        | ROU G. Stefan D 3-2    | Não avançou            |

Greco-Romana
| Atleta                  | Evento | Qualificação           | Qualificação           | Qualificação           | Qualificação           | Repescagem             | Repescagem             | Final                  |
| Atleta                  | Evento | Fase de 16             | Oitavas                | Quartas                | Semifinais             | 1ª fase                | 2ª fase                | Final                  |
| Atleta                  | Evento | Adversário e resultado | Adversário e resultado | Adversário e resultado | Adversário e resultado | Adversário e resultado | Adversário e resultado | Adversário e resultado |
| ----------------------- | ------ | ---------------------- | ---------------------- | ---------------------- | ---------------------- | ---------------------- | ---------------------- | ---------------------- |
| Panagiotis Papadopoulos | -120kg | CHN Liu D. D 1-4       | Não avançou            | Não avançou            | Não avançou            | Não avançou            | Não avançou            | Não avançou            |
| Theodoros Tounousidis   | -96kg  |                        | GEO R. Nozadze D 3-3   | Não avançou            | Não avançou            | Não avançou            | Não avançou            | Não avançou            |

### Nado sincronizado
| Atletas                               | Evento | Rotina técnica | Rotina técnica | Rotina livre | Rotina livre | Rotina livre | Rotina livre | Rotina livre - Final | Rotina livre - Final | Rotina livre - Final | Rotina livre - Final |
| Atletas                               | Evento | Pontos         | Posição        | Pontos       | Posição      | Total        | Posição      | Pontos               | Posição              | Total                | Posição              |
| ------------------------------------- | ------ | -------------- | -------------- | ------------ | ------------ | ------------ | ------------ | -------------------- | -------------------- | -------------------- | -------------------- |
| Evanthia Makrygianni Despoina Solomou | Dueto  | 45,834         | 9º             | 45,584       | 10º          | 91,418       | 10º          | 45,667               | 10º                  | 91,501               | 10º                  |

### Natação
Masculino
| Atletas                                                                | Evento          | Preliminar | Preliminar | Semifinal   | Semifinal   | Final       | Final       |
| Atletas                                                                | Evento          | Tempo      | Posição    | Tempo       | Posição     | Tempo       | Posição     |
| ---------------------------------------------------------------------- | --------------- | ---------- | ---------- | ----------- | ----------- | ----------- | ----------- |
| Andreas Zisimos Ioannis Giannoulis Nikolaos Xylouris Vasileios Demetis | 4x200 m livre   | 7m18s26    | 15º        |             |             | Não avançou | Não avançou |
| Andreas Zisimos                                                        | 200 m livre     | 1m48s82    | 29º        | Não avançou | Não avançou | Não avançou | Não avançou |
| Apostolos Tsagkarakis                                                  | 50 m livre      | 22s39      | 26º        | Não avançou | Não avançou | Não avançou | Não avançou |
| Aristeidis Grigoriadis                                                 | 100 m livre     | 50s62      | 48º        | Não avançou | Não avançou | Não avançou | Não avançou |
| Aristeidis Grigoriadis                                                 | 100 m costas    | 54s71      | 17º        | Não avançou | Não avançou | Não avançou | Não avançou |
| Dimitrios Chasiotis                                                    | 200 m costas    | 2m02s30    | 36º        | Não avançou | Não avançou | Não avançou | Não avançou |
| Iasonas Romanos Alyfantis                                              | 200 m borboleta | 1m57s99    | 26º        | Não avançou | Não avançou | Não avançou | Não avançou |
| Ioannis Kokkodis                                                       | 200 m medley    | 2m01s22    | 23º        | Não avançou | Não avançou | Não avançou | Não avançou |
| Romanos Iasonas Alyfantis                                              | 100 m peito     | 1m03s39    | 50º        | Não avançou | Não avançou | Não avançou | Não avançou |
| Romanos Iasonas Alyfantis                                              | 200 m peito     | 2m16s04    | 41º        | Não avançou | Não avançou | Não avançou | Não avançou |
| Romanos Iasonas Alyfantis                                              | 400 m medley    | 4m23s41    | 25º        |             |             | Não avançou | Não avançou |
| Sotirios Pastras                                                       | 100 m borboleta | 52s41 (NR) | 25º        | Não avançou | Não avançou | Não avançou | Não avançou |
| Spyridon Gianniotis                                                    | 400 m livre     | 3m49s34    | 24º        | Não avançou | Não avançou | Não avançou | Não avançou |
| Spyridon Gianniotis                                                    | 1500 m livre    | 14m53s32   | 12º        |             |             | Não avançou | Não avançou |
| Spyridon Gianniotis                                                    | 10 km           |            |            |             |             | 1h52m20s4   | 16º         |
| Vasileios Demetis                                                      | 400 m medley    | 4m18s40    | 18º        |             |             | Não avançou | Não avançou |

Feminino
| Atletas                       | Evento          | Preliminar | Preliminar | Semifinal   | Semifinal   | Final       | Final       |
| Atletas                       | Evento          | Tempo      | Posição    | Tempo       | Posição     | Tempo       | Posição     |
| ----------------------------- | --------------- | ---------- | ---------- | ----------- | ----------- | ----------- | ----------- |
| Angeliki Exarchou             | 100 m peito     | 1m10s47    | 30º        | Não avançou | Não avançou | Não avançou | Não avançou |
| Angeliki Exarchou             | 200 m peito     | 2m36s83    | 39º        | Não avançou | Não avançou | Não avançou | Não avançou |
| Eirini Kavarnou               | 100 m borboleta | 1m00s74    | 41º        | Não avançou | Não avançou | Não avançou | Não avançou |
| Eleftheria Evgenia Efstathiou | 400 m livre     | 4m15s78    | 27º        |             |             | Não avançou | Não avançou |
| Eleftheria Evgenia Efstathiou | 800 m livre     | 8m41s65    | 28º        |             |             | Não avançou | Não avançou |
| Eleftheria Evgenia Efstathiou | 200 m borboleta | 2m13s27    | 29º        | Não avançou | Não avançou | Não avançou | Não avançou |
| Eleni Kosti                   | 100 m livre     | 56s44      | 37º        | Não avançou | Não avançou | Não avançou | Não avançou |
| Eleni Kosti                   | 200 m livre     | 2m04s55    | 44º        | Não avançou | Não avançou | Não avançou | Não avançou |
| Marianna Lymperta             | 10 km           |            |            |             |             | 1h59m42s3   | 11º         |
| Martha Matsa                  | 50 m livre      | 25s68      | 33º        | Não avançou | Não avançou | Não avançou | Não avançou |
| Stella Boumi                  | 200 m costas    | 2m14s73    | 29º        | Não avançou | Não avançou | Não avançou | Não avançou |

### Polo aquático
Masculino
| Equipe | Fase de Grupos                                                                                     | Fase de Grupos | Quartas-de-final       | Disputa do 5º ao 12º lugares                                                                             | Semifinal              | Final                  | Pos. |
| Equipe | Adversário e resultado                                                                             | Pos.           | Adversário e resultado | Adversário e resultado                                                                                   | Adversário e resultado | Adversário e resultado | Pos. |
| --- | -------------------------------------------------------------------------------------------------- | -------------- | ---------------------- | --- | ---------------------- | ---------------------- | ---- |
| Christos Afroudakis Georgios Afroudakis Nikolaos Deligiannis Konstantinos Kokkinakis Dimitrios Mazis Dimitrios Miteloudis Emmanouil Mylonakis Georgios Ntosekas Georgios Reppas Anastasios Schizas Argyris Theodoropoulos Ioannis Thomakos Antonios Vlontakis | AUS Austrália D 8-12 HUN Hungria D 6-17 MNE Montenegro D 6-10 CAN Canadá V 13-7 ESP Espanha D 6-10 | 5º (gr. A)     | Não avançou            | Class. 7º-12º CHN China V 13-8 Class. 7º-10º GER Alemanha V 13-9 Decisão do 7º lugar AUS Austrália V 9-8 | Não avançou            | Não avançou            | 7º   |

Feminino
| Equipe | Fase de Grupos                                                 | Fase de Grupos | Quartas-de-final                      | Semifinal              | Final                  | Pos. |
| Equipe | Adversário e resultado                                         | Pos.           | Adversário e resultado                | Adversário e resultado | Adversário e resultado | Pos. |
| --- | -------------------------------------------------------------- | -------------- | ------------------------------------- | ---------------------- | ---------------------- | ---- |
| Alexandra Asimaki Stavroula Antonakou Georgia Ellinaki Angeliki Gerolymou Sofia Iosifidou Stavroula Kozompoli Georgia Lara Kyriaki Liosi Evangelia Moraitidou Aikaterini Oikonomopoulou Antigoni Roumpesi Christina Chrysoula Tsoukala Maria Tsouri | AUS Austrália D 6-8 NED Países Baixos D 6-9 HUN Hungria D 4-10 | 4º (gr. B)     | Decisão do 7º lugar RUS Rússia D 6-12 | Não avançou            | Não avançou            | 8º   |

### Remo
Masculino
| Equipe                                | Evento           | Eliminatórias | Eliminatórias | Repescagem | Repescagem | Quartas | Quartas | Semifinal | Semifinal | Final   | Final            |
| Equipe                                | Evento           | Tempo         | Posição       | Tempo      | Posição    | Tempo   | Posição | Tempo     | Posição   | Tempo   | Posição          |
| ------------------------------------- | ---------------- | ------------- | ------------- | ---------- | ---------- | ------- | ------- | --------- | --------- | ------- | ---------------- |
| Ioannis Christou                      | Skiff simples    | 7m29s87       | 3º Q          |            |            | 6m58s28 | 3º S    | 7m06s02   | 4º FB     | 7m06s02 | 4º               |
| Dimitrios Mougios Vasileios Polymeros | Skiff duplo leve | 6m16s10       | 2º S          |            |            |         |         | 6m24s61   | 1º FA     | 6m11s72 | Medalha de prata |

Feminino
| Equipe                            | Evento           | Eliminatórias | Eliminatórias | Repescagem | Repescagem | Quartas | Quartas | Semifinal | Semifinal | Final   | Final   |
| Equipe                            | Evento           | Tempo         | Posição       | Tempo      | Posição    | Tempo   | Posição | Tempo     | Posição   | Tempo   | Posição |
| --------------------------------- | ---------------- | ------------- | ------------- | ---------- | ---------- | ------- | ------- | --------- | --------- | ------- | ------- |
| Alexandra Tsiavou Chrysi Biskitzi | Skiff duplo leve | 7m05s95       | 5º R          | 7m24s55    | 2º S       |         |         | 7m11s99   | 3º FA     | 7m04s61 | 6º      |

### Saltos ornamentais
Feminino
| Atletas                         | Evento                     | Preliminares | Preliminares | Semifinal   | Semifinal   | Final       | Final       |
| Atletas                         | Evento                     | Pontos       | Posição      | Pontos      | Posição     | Pontos      | Posição     |
| ------------------------------- | -------------------------- | ------------ | ------------ | ----------- | ----------- | ----------- | ----------- |
| Eftychia Pappa Papavasilopoulou | Plataforma 10 m individual | 252,00       | 26º          | Não avançou | Não avançou | Não avançou | Não avançou |

### Taekwondo
Masculino
| Atleta                | Evento | Preliminares           | Quartas                | Semifinais                | Repescagem             | Medalha de Bronze      | Final                  | Posição          |
| Atleta                | Evento | Adversário e resultado | Adversário e resultado | Adversário e resultado    | Adversário e resultado | Adversário e resultado | Adversário e resultado | Posição          |
| --------------------- | ------ | ---------------------- | ---------------------- | ------------------------- | ---------------------- | ---------------------- | ---------------------- | ---------------- |
| Alexandros Nikolaidis | +80kg  | KAZ A. Chilmanov V 4-3 | MAR A. Zrouri V 5-4    | NGR C. Chukwumerije V 3-2 |                        |                        | KOR Cha D. D 5-4       | Medalha de prata |

Feminino
| Atleta              | Evento | Preliminares           | Quartas                | Semifinais             | Repescagem             | Medalha de Bronze      | Final                  | Posição     |
| Atleta              | Evento | Adversário e resultado | Adversário e resultado | Adversário e resultado | Adversário e resultado | Adversário e resultado | Adversário e resultado | Posição     |
| ------------------- | ------ | ---------------------- | ---------------------- | ---------------------- | ---------------------- | ---------------------- | ---------------------- | ----------- |
| Elisavet Mystakidou | -67kg  | PUR A. Ocasio D 0-1    | Não avançou            | Não avançou            | Não avançou            | Não avançou            | Não avançou            | Não avançou |
| Kyriaki Kouvari     | +67kg  | BRA N. Falavigna D 1-3 | Não avançou            | Não avançou            | Não avançou            | Não avançou            | Não avançou            | Não avançou |

### Tênis
Feminino
| Atleta                          | Evento  | Fase de 64                | Fase de 32                                | Oitavas                | Quartas                | Semifinais             | Final                  |
| Atleta                          | Evento  | Adversário e resultado    | Adversário e resultado                    | Adversário e resultado | Adversário e resultado | Adversário e resultado | Adversário e resultado |
| ------------------------------- | ------- | ------------------------- | ----------------------------------------- | ---------------------- | ---------------------- | ---------------------- | ---------------------- |
| Anna Gerasimou Eleni Daniilidou | Duplas  |                           | SUI E. Gagliardi e P. Schnyder D 0-6, 4-6 | Não avançou            | Não avançou            | Não avançou            | Não avançou            |
| Eleni Daniilidou                | Simples | FRA V. Razzano D 3-6, 3-6 | Não avançou                               | Não avançou            | Não avançou            | Não avançou            | Não avançou            |

### Tênis de mesa
Masculino
| Atleta(s)                                           | Evento  | 1ª fase                                               | 1ª fase    | Semifinais             | Medalha de bronze      | Medalha de bronze      | Medalha de bronze      | Final                  |
| Atleta(s)                                           | Evento  | 1ª fase                                               | 1ª fase    | Semifinais             | 1ª fase                | 2ª fase                | Final                  | Final                  |
| Atleta(s)                                           | Evento  | Adversário e resultado                                | Posição    | Adversário e resultado | Adversário e resultado | Adversário e resultado | Adversário e resultado | Adversário e resultado |
| --------------------------------------------------- | ------- | ----------------------------------------------------- | ---------- | ---------------------- | ---------------------- | ---------------------- | ---------------------- | ---------------------- |
| Kalinikos Kreanga Ntaniel Tsiokas Panagiotis Gionis | Equipes | CHN China D 0-3 AUT Áustria D 0-3 AUS Austrália V 3-0 | Grupo A 3º | Não avançou            | Não avançou            | Não avançou            | Não avançou            | Não avançou            |

| Atleta(s)         | Evento     | Preliminar             | 1ª etapa               | 2ª etapa               | 3ª etapa               | 4ª etapa               | Quartas                | Semifinais             | Final                  |
| Atleta(s)         | Evento     | Adversário e resultado | Adversário e resultado | Adversário e resultado | Adversário e resultado | Adversário e resultado | Adversário e resultado | Adversário e resultado | Adversário e resultado |
| ----------------- | ---------- | ---------------------- | ---------------------- | ---------------------- | ---------------------- | ---------------------- | ---------------------- | ---------------------- | ---------------------- |
| Kalinikos Kreanga | Individual |                        |                        |                        | JPN M. Jun V 4-1       | CHN Ma L. D 0-4        | Não avançou            | Não avançou            | Não avançou            |
| Panagiotis Gionis | Individual |                        | BRA G. Tsuboi V 4-0    | HKG Ko L. D 3-4        | Não avançou            | Não avançou            | Não avançou            | Não avançou            | Não avançou            |

### Tiro
Masculino
| Atleta                | Evento | Qualificação | Qualificação | Final       | Final       |
| Atleta                | Evento | Pontos       | Posição      | Pontos      | Posição     |
| --------------------- | ------ | ------------ | ------------ | ----------- | ----------- |
| Georgios Salavantakis | Skeet  | 109          | 33º          | Não avançou | Não avançou |

### Tiro com arco
Feminino
| Atleta           | Evento     | Qualificação | Qualificação | Fase de 64             | Fase de 32                       | Oitavas                    | Quartas                | Semifinais             | Final                  |
| Atleta           | Evento     | Pontos       | Posição      | Adversário e resultado | Adversário e resultado           | Adversário e resultado     | Adversário e resultado | Adversário e resultado | Adversário e resultado |
| ---------------- | ---------- | ------------ | ------------ | ---------------------- | -------------------------------- | -------------------------- | ---------------------- | ---------------------- | ---------------------- |
| Elpida Romantzi  | Individual | 614          | 49º          | TUR Z. Satir V 105-103 | GEO K. Esebua V 102(+10)-102(+9) | KOR Park S. D 103-115 (OR) | Não avançou            | Não avançou            | Não avançou            |
| Evangelia Psarra | Individual | 613          | 50º          | CHN Chen L. D 101-110  | Não avançou                      | Não avançou                | Não avançou            | Não avançou            | Não avançou            |

### Triatlo
| Atleta       | Evento   | Natação (1,5 km) | Ciclismo (40 km) | Corrida (10 km) | Tempo total |
| ------------ | -------- | ---------------- | ---------------- | --------------- | ----------- |
| Deniz Dimaki | Feminino | 21:36            | LAP              | Não avançou     | Não avançou |

- Legenda: LAP - Atleta levou uma volta da líder no percurso de ciclismo

### Vela
Masculino
| Atleta                                     | Evento | Regata | Regata | Regata | Regata | Regata | Regata | Regata | Regata | Regata | Regata | Regata  | Pontos | Posição |
| Atleta                                     | Evento | 1      | 2      | 3      | 4      | 5      | 6      | 7      | 8      | 9      | 10     | M       | Pontos | Posição |
| ------------------------------------------ | ------ | ------ | ------ | ------ | ------ | ------ | ------ | ------ | ------ | ------ | ------ | ------- | ------ | ------- |
| Andreas Kosmatopoulos Andreas Papadopoulos | 470    | 5      | 26     | 11     | 8      | 5      | 5      | 18     | 3      | 20     | 29     | Não av. | 101    | 12º     |
| Evangelos Cheimonas                        | Laser  | 22     | 21     | 9      | 11     | DSQ    | BFD    | 9      | 6      | 8      |        | Não av. | 130    | 15º     |
| Nikolaos Kaklamanakis                      | RS:X   | 10     | 2      | 12     | 11     | 8      | 10     | 5      | 15     | 10     | 7      | 22      | 97     | 8º      |

Feminino
| Atleta                                                 | Evento       | Regata | Regata | Regata | Regata | Regata | Regata | Regata | Regata | Regata | Regata | Regata  | Pontos | Posição           |
| Atleta                                                 | Evento       | 1      | 2      | 3      | 4      | 5      | 6      | 7      | 8      | 9      | 10     | M       | Pontos | Posição           |
| ------------------------------------------------------ | ------------ | ------ | ------ | ------ | ------ | ------ | ------ | ------ | ------ | ------ | ------ | ------- | ------ | ----------------- |
| Athena Frai                                            | RS:X         | 15     | 15     | 16     | 10     | 19     | 5      | 11     | 9      | 15     | 11     | Não av. | 107    | 14º               |
| Eftychia Mantzaraki                                    | Laser Radial | 14     | 18     | 14     | 18     | 16     | 8      | 5      | 22     | 24     |        | Não av. | 115    | 18º               |
| Sofia Bekatorou Sofia Papadopoulou Virginia Kravarioti | Yngling      | 10     | 12     | 9      | 3      | 2      | OCS    | 3      | 3      |        |        | 6       | 48     | Medalha de bronze |

Misto
| Atleta                                     | Evento  | Regata | Regata | Regata | Regata | Regata | Regata | Regata | Regata | Regata | Regata | Regata  | Pontos | Posição |
| Atleta                                     | Evento  | 1      | 2      | 3      | 4      | 5      | 6      | 7      | 8      | 9      | 10     | M       | Pontos | Posição |
| ------------------------------------------ | ------- | ------ | ------ | ------ | ------ | ------ | ------ | ------ | ------ | ------ | ------ | ------- | ------ | ------- |
| Emilios Papathanasiou                      | Finn    | 1      | DNF    | 5      | DNE    | 18     | 15     | DNE    | 8      |        |        | Não av. | 101    | 15º     |
| Iordanis Paschalidis Konstantinos Trigonis | Tornado | 2      | 5      | 12     | 7      | 2      | 12     | 4      | 10     | 6      | 13     | DNF     | 82     | 9º      |

### Voleibol de praia
Feminino
| Atleta                                    | Fase de grupos | Fase de grupos | Oitavas de final                             | Quartas de final       | Semifinais             | Final                  |
| Atleta                                    | Adversário e resultado | Pos.           | Adversário e resultado                       | Adversário e resultado | Adversário e resultado | Adversário e resultado |
| ----------------------------------------- | --- | -------------- | -------------------------------------------- | ---------------------- | ---------------------- | ---------------------- |
| Efthalia Koutroumanidou Maria Tsiartsiani | CHN Xue/Zhang Xi D 1-2 (18-21, 21-19, 12-15) RSA Augoustides/Nel V 2-0 (21-12, 21-8) GER Goller/Ludwig D 0-2 (22-24, 12-21)         | 3º (gr. D)     | AUS Barnett/Cook D 1-2 (20-22, 21-19, 12-15) | Não avançou            | Não avançou            | Não avançou            |
| Vassiliki Arvaniti Vasso Karantasiou      | AUT Schwaiger/Schwaiger D 0-2 (18-21, 18-21) MEX Candelas/Garcia D 1-2 (17-21, 21-16, 12-15) BRA Talita/Renata D 0-2 (20-22, 19-21) | 4º (gr. F)     | Não avançou                                  | Não avançou            | Não avançou            | Não avançou            |

### Remo
| S | Classificado(a) para as semifinais |    |                        | FA | Final A (disputa de medalhas) |  |  | FD | Final D (sem medalhas) |
| Q | Classificado(a) para as quartas    | FB | Final B (sem medalhas) | FE | Final E (sem medalhas)        |  |  |    |                        |
| R | Classificado(a) para a repescagem  | FC | Final C (sem medalhas) | FF | Final F (sem medalhas)        |  |  |    |                        |

### Vela
| M   | Regata da Medalha da qual só participam os dez primeiros colocados das regatas anteriores  |  |  | CAN | Regata cancelada |
| BFD | Desclassificado por bandeira preta (Black Flag Disqualified)                               |  |  |     |                  |
| UFD | Desclassificado por bandeira "U" (U Flag Disqualified)                                     |  |  |     |                  |
| OCS | Largada queimada (On the Course Side of the starting line)                                 |  |  |     |                  |
| DNE | Desclassificação sem eliminação (infração a um item do regulamento da prova – Did Not End) |  |  |     |                  |